# Fót
Fót város Pest vármegyében, a Dunakeszi járásban, a budapesti agglomerációban.

## Fekvése
A Gödöllői-dombság peremén, Budapest központjától 17, azonban XV. kerületének határától csak 5 kilométerre található északkeletre. A fóti dombok az Északi-középhegység nyugati nyúlványai. Nyugaton Dunakeszi, északkeleten Csomád és Veresegyház, keleten Mogyoród, délen Csömör, délnyugaton pedig Budapest a legközelebbi település. Legmagasabb pontja a Somlyó-hegyen található, ami 287 méterrel fekszik a tengerszint felett. A város délkeleti határában, az M3-as sztráda északi oldalán folyik a Mogyoródi-patak.

## Közlekedés

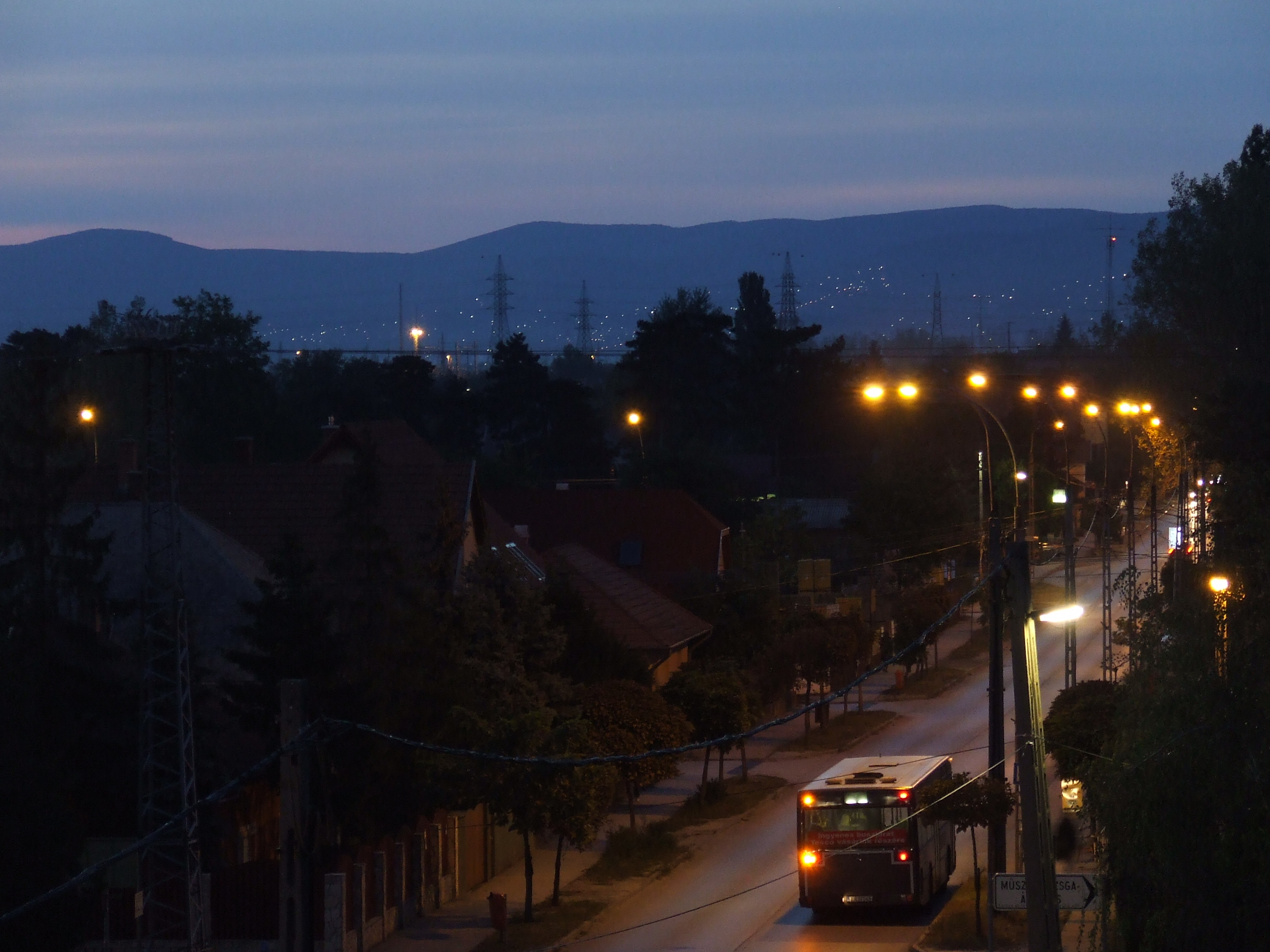
Móricz Zsigmond út

Agglomerációs helyzetéből eredően a város közútjai munkanapokon igen zsúfoltak. Dunakeszi, Veresegyház és Budapest felől egyaránt rengeteg jármű (köztük nagy számú tehergépjármű) halad át a belső területein, gyakran okozva forgalmi dugókat. Elkerülő utakról sok ígéret elhangzott már, de az érdemi döntések még váratnak magukra.

#### Közúthálózat
A település lakott területét érintő legfontosabb utak: a Dunakeszi és Gödöllő között húzódó 2101-es, valamint a Budapestről Veresegyházon át Galgamácsáig húzódó 2102-es út; a kettőnek a központban egy rövid közös szakasza is van. Kisalag központjának főutcája a Dunakeszi északi részétől idáig húzódó 21 101-es számú mellékút.
2003-ban újították fel Fót egyik leghosszabb útját, a Móricz Zsigmond utat, ami abban az időben sok fennakadást okozott a közlekedésben. Az akkori ígéretek arról szóltak, hogy a megépítéstől 5 évig nem kell felbontani az utat, ám a valóság később erre rácáfolt.
2005. május 12-re 824 méter új aszfaltutat adtak át. Ezek teljesen modern technológiával épültek, az útpadka is kedvezően lett kialakítva, így még biciklivel is könnyű felhajtani rájuk. Ekkor kapott új burkolatot a Kosztolányi Dezső utca, a Hegyalja út, a Juhász Gyula utca, a Németh Kálmán út és a Madách utca.

#### Közösségi közlekedés
Fóton belül három különféle közösségi közlekedési eszközt vehetünk igénybe: a MÁV és a Volánbusz járatait, illetve a helyi járatú buszokat.

##### MÁV-járatok
A Nyugati pályaudvarról Fótra a MÁV 71-es számú Budapest–Vácrátót–Vác-vasútvonalán juthatunk el. Fóton a vasútnak négy megállási pontja van: (Fót vasútállomás, Fótújfalu megállóhely, Fótfürdő megállóhely és Csomád vasútállomás.
A fóti állomás (helyi szóhasználatban nagyállomás) a város nyugati szélén található, a 2101-es mellékút vasúti keresztezése közelében; közúti elérését az abból kiágazó 21 303-as számú mellékút teszi lehetővé. Fótújfalu megállóhely (amit a helyiek gyakran kisállomásként emlegetnek) a névadó településrész központja közelében található, csak önkormányzati utakon érhető el, hasonlóan a viszonylag alacsony forgalmú Fótfürdő megállóhoz (itt régen csak nyáron álltak meg a vonatok).
Csomád állomás az előbbiekhez képest kivétel, mert Fót lakott területeitől távol esik, egészen közel a település határához és a névadó Csomádot hivatott kiszolgálni (bár ahhoz sincs közel). Közúti elérését a 2102-es útból kiágazó 21 307-es számú mellékút biztosítja.

##### Volánbusz-járatok

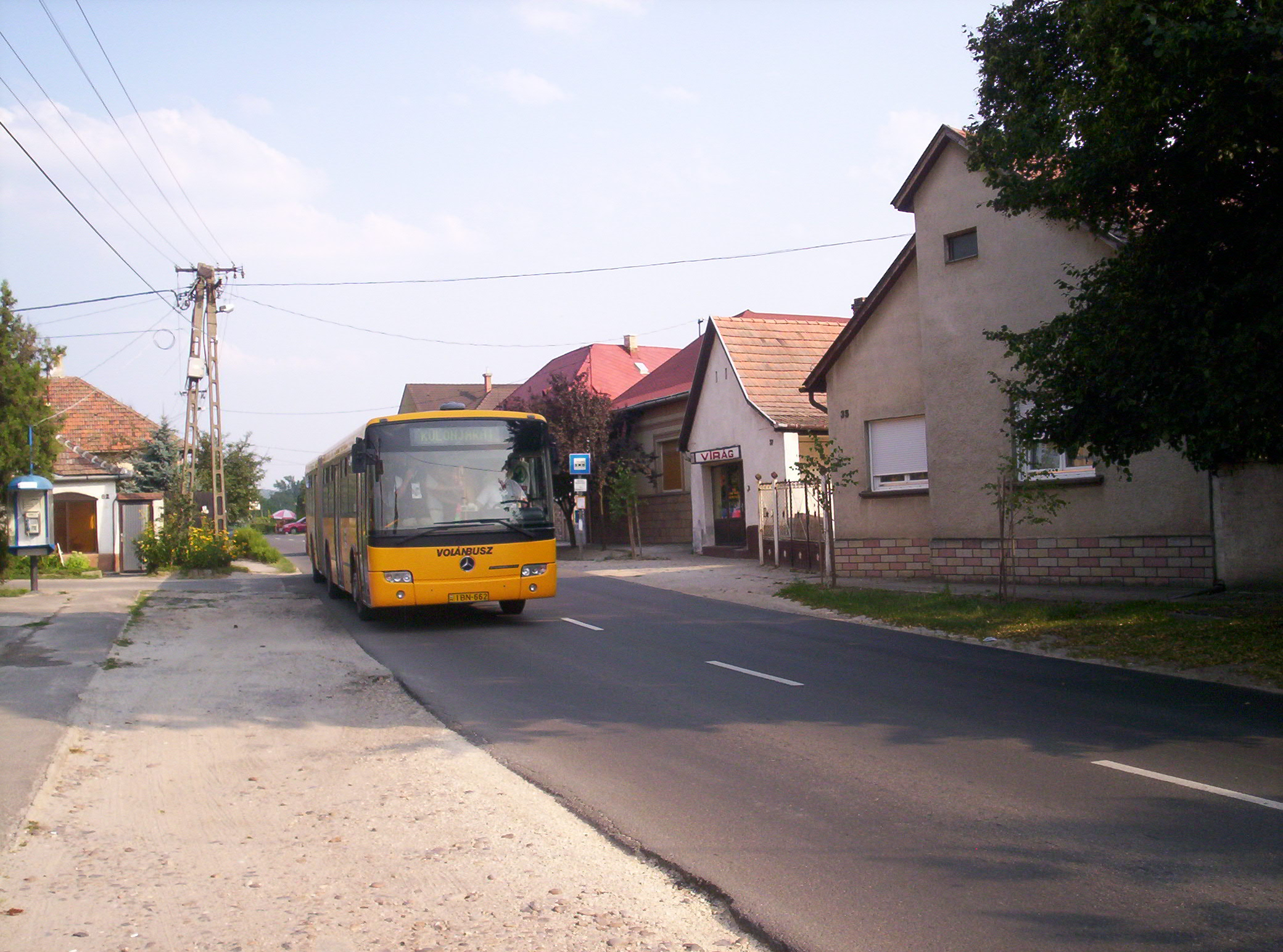
Volán járat Mogyoród felől

Azon fóti lakosok, akik a tömegközlekedést igénybe veszik, leginkább a Volánbusz járataival utaznak. Fóton több volánbusz járat is közlekedik, követési idejük viszonylag alacsony. A Budapest, Újpest-Városkaputól közlekedő körjáratok új Volvo 7700 típusú alacsony padlós autóbuszokkal lettek ellátva, így a késések csökkentek.
Fótról Volánbusszal a következő helyekre lehet eljutni (a teljesség igénye nélkül): Budapest, Újpest-Városkapu (XIII. kerület), Budapest, Újpest-Városkapu, Dunakeszi, Erdőkertes, Galgamácsa, Püspökszilágy, Vác,  Veresegyház, Mogyoród
Továbbá a 224-es busszal Újpalota, Szentmihályi útról az Auchanig lehet utazni.

## Nevének eredete
Fót nevének eredetét illetően több feltevés is született. A Fót elnevezés legelőször személynév formájában szerepel egy pannonhalmi adománylevélben 1152-ből. A következő oklevél, amelyikben Fótot említik, a váradi káptalan jegyzőkönyvéből való, ez 1219-re tehető. Itt vitatott az, hogy hová esik ez a Fót: egyesek szerint egy Heves vármegyei településről van szó, ám a mai Fót mellett szól az a tény, hogy a váradi jegyzőkönyvben váci ügyet is tárgyalnak, amely Pest vármegyei település. Ebben a következő olvasható: "1219. A váradi káptalan bizonyítja, hogy miután Folth falubeli Gábor BAGYA falu lakosait Pet, Terpe, János és Sicia jobbágyokat fia meggyilkolásával vádolta, akiket Miklós nádor pristaldusával Seureg falubeli Ymarddal Váradra küldött. Itt Pet, Terpe, és János 17 márkát adott Gábornak, Sicia pedig esküvel tisztázta magát. Váradi Registrum 189." A következő oklevél, amelyben Fótról mint a fóti nemesek otthonáról van szó, 1261-ből való, IV. Béla királyunk egyik oklevelében. 1353-ban is említik Folth formájában Fótot Nagy Lajos király uralkodása alatt.
A népnyelv Fót elnevezésének megszületését 1074-re teszi, a mogyoródi csata emlékeképpen. A csata győztese, Géza (legyőzte unokatestvérét, Salamont, mert Salamon túlságosan az idegeneket pártolta) letekintett a hegyoldalból, és látott egy települést. Megkérdezte a harcosait, hogy "mi az a folt odalenn?". A másik elképzelés szerint a csata során Géza nadrágján egy lyuk tátongott, és azt a "lenti település" egyik lakója varrta meg. "Fót nélkül Magyarország lyukas lenne."

## Története
Fót és környéke az itt folytatott régészeti feltárások szerint az újkőkor óta folyamatosan lakott volt. Fót határát is keresztülszeli az Alföldet északról és keletről körülvevő, a szarmaták által 324 és 337 között épített sáncrendszer, az úgynevezett Csörsz árka is. A település keleti részén pedig népvándorlás kori temetőt tártak fel.
Árpád-kori település. Nevét a Váradi regestrum már 1219-ben említette.
A település a török hódoltság idején is mindvégig lakott maradt, csak a török elleni felszabadító háború idején vált átmenetileg lakatlanná. Ekkor lakatlan pusztának nyilvánították, az időszak véget értével viszont újra benépesítették.
A Rákóczi-szabadságharc alatt azonban ismét elnéptelenedett, de 1715-ben már újra lakott helynek írták le. A lakosság számának növekedése részben spontán betelepülés, részben szervezett betelepítés eredménye volt. Elsősorban evangélikus családok költöztek a településre.
1727-ben Ujfalussy László és Bohus Sámuel, utóbb Fekete György gróf országbíró tulajdonában volt; ez utóbbi családjának kihaltával a gróf Károlyi családra szállt az uradalom. A kastélyt és a parkot gróf Károlyi István létesítette az 1830-as években, és ugyanő építtette 1845 és 1855 között Ybl Miklós tervei szerint a katolikus plébániatemplomot. 1951-ben Kisalagot Fóthoz csatolták, 1970. április 1-jén Fótot nagyközséggé nyilvánították.
1987-ben adták át az autóbusz-állomást és 2006-ban az Volánbusz központi járműkarbantartó bázisát.
Nem sokkal az EU csatlakozás után, 2004. július 1-jén Fót városi címet kapott.

## Közélete

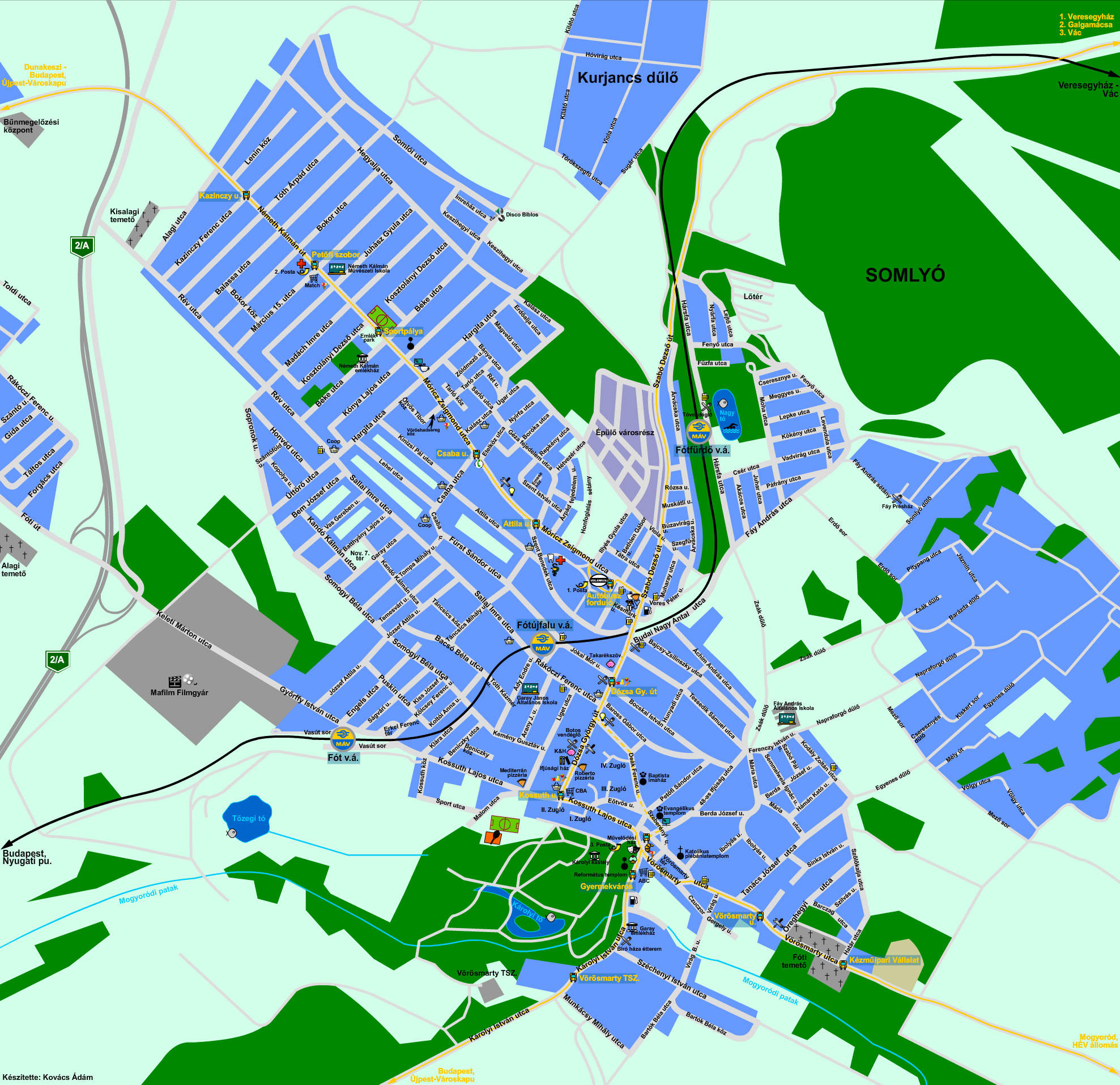
Fót térképe

### Polgármesterei
| Tanácselnök  | Tanácselnök               | Tanácselnök                                                                       |                                     |
| ------------ | ------------------------- | --------------------------------------------------------------------------------- | ----------------------------------- |
| 1975–1990    | Tóth Sándor               | Hazafias Népfront                                                                 |                                     |
| Polgármester | Polgármester              | Polgármester                                                                      | Megjegyzés                          |
| 1990–1991    | Mérei Sándor              | nem ismert                                                                        | Hivataláról lemondott.              |
| 1991–1994    | Tóth Sándor               | nem ismert                                                                        | a korábbi tanácselnök               |
| 1994–1998    | Tóth Sándor               | MSZP                                                                              | a korábbi tanácselnök               |
| 1998–2002    | Szent-Iványi Géza         | független                                                                         |                                     |
| 2002–2006    | Szent-Iványi Géza         | független                                                                         |                                     |
| 2006–2008    | Szent-Iványi Géza         | Fidesz                                                                            | polgármesteri tisztsége megszűnt.   |
| 2007–2009    | Fábry Béla alpolgármester | Fábry Béla alpolgármester                                                         |                                     |
| 2009–2010    | Mádly Zsolt               | Fidesz                                                                            | Időközi választás 2009. január 25.  |
| 2010–2013    | Cselőtei Erzsébet Mária   | Fidesz                                                                            | hivataláról lemondott               |
| 2014–2014    | Bartos Sándor             | független                                                                         | Időközi választás 2013. november 24 |
| 2014–2019    | Bartos Sándor             | Fidesz-KDNP                                                                       | Időközi választás 2014. március 2.  |
| 2019–2024    | Dr. Vass György           | Fidesz-KDNP                                                                       |                                     |
| 2024–        | Merkwart Krisztián        | (2151 – Egységben a Városért Egyesület-Fejlődő Otthonunkért Társadalmi Egyesület) |                                     |

## Városrészek
Fót három legszervesebb városrésze Fótújfalu, Régifót és Kisalag. A város részét képezi továbbá Fótliget, Fót Déli Vállalkozási terület, illetve Sikátorpuszta.

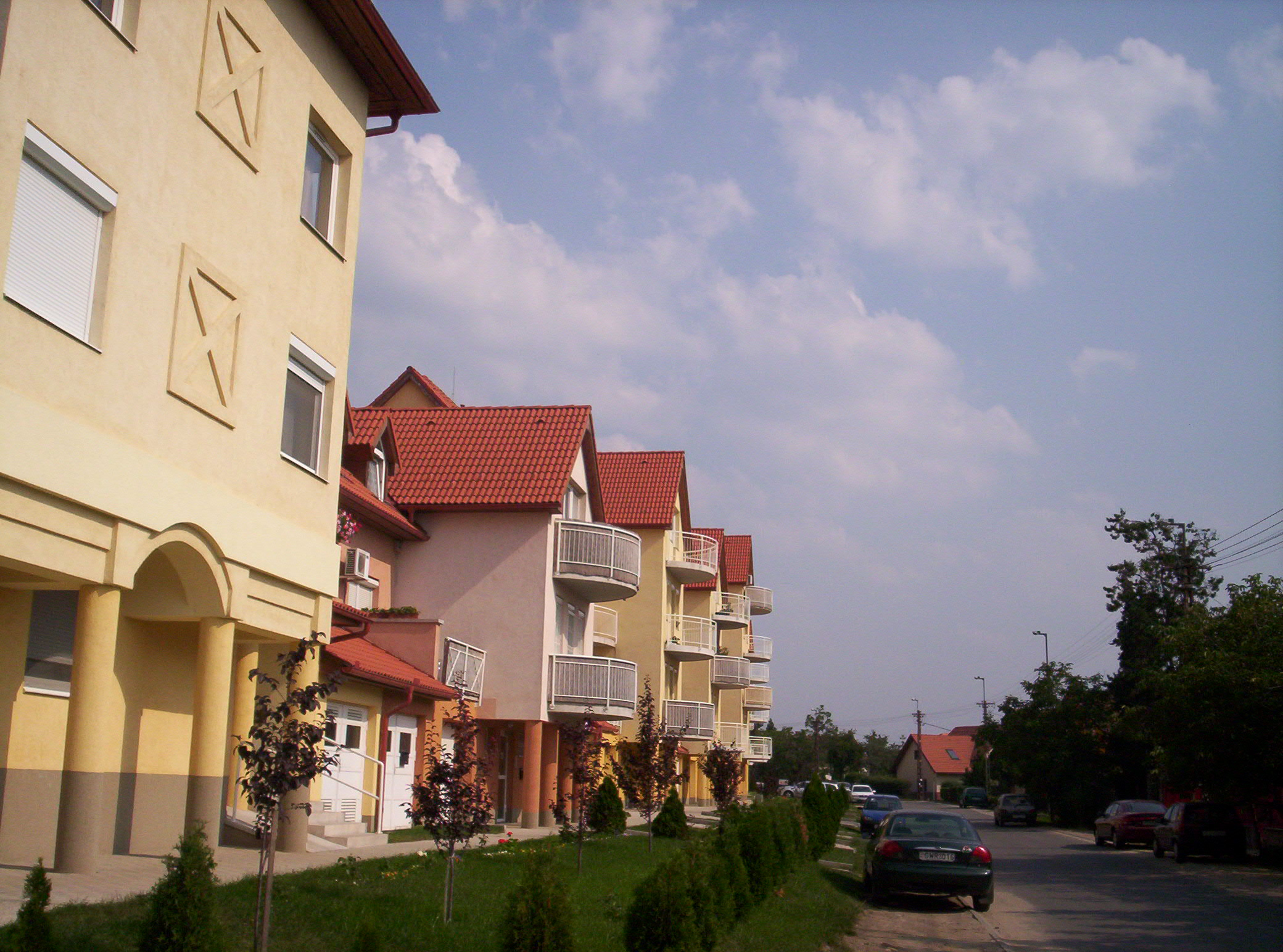
Szent Benedek park
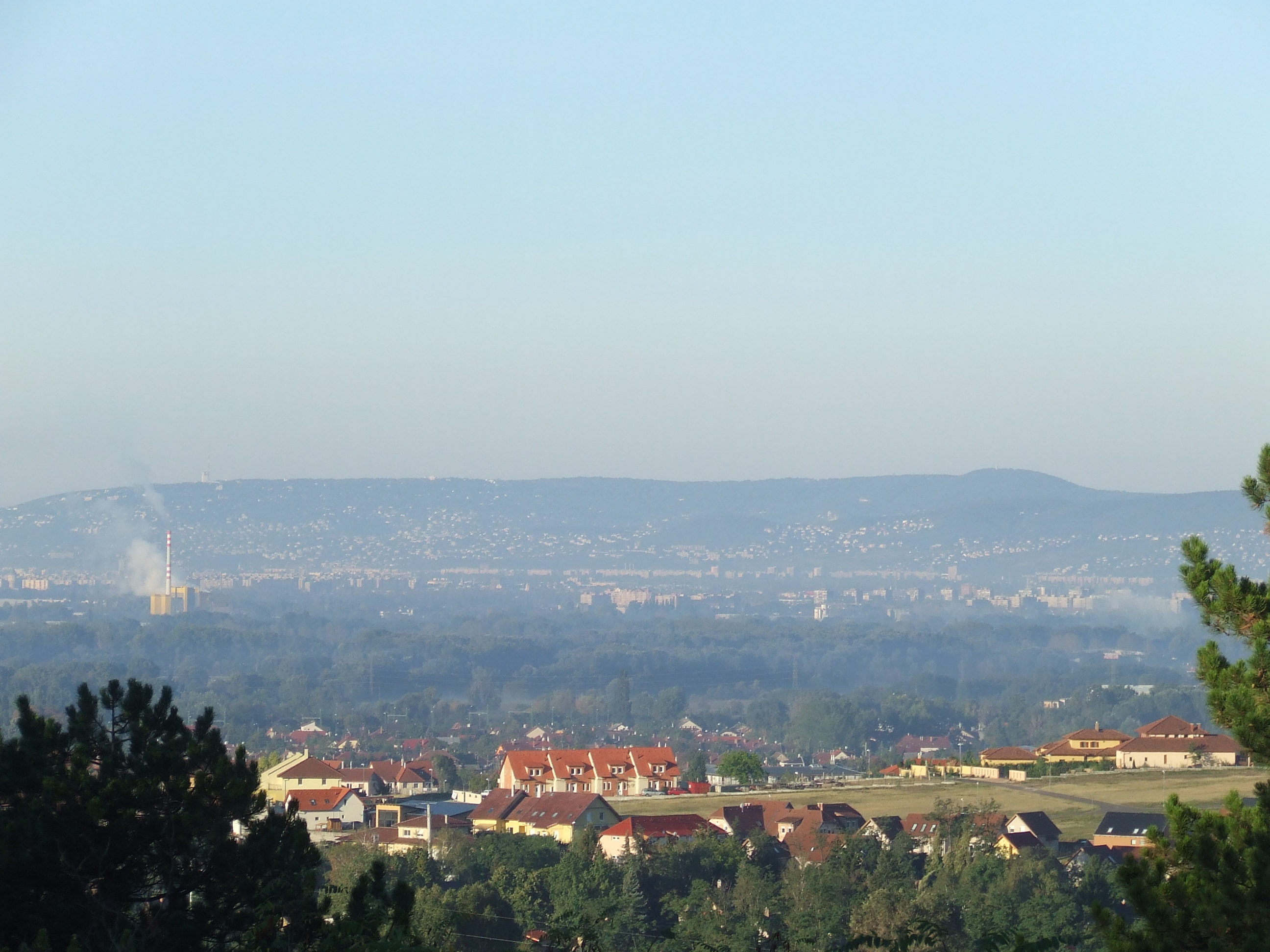
Fót, Rózsadomb
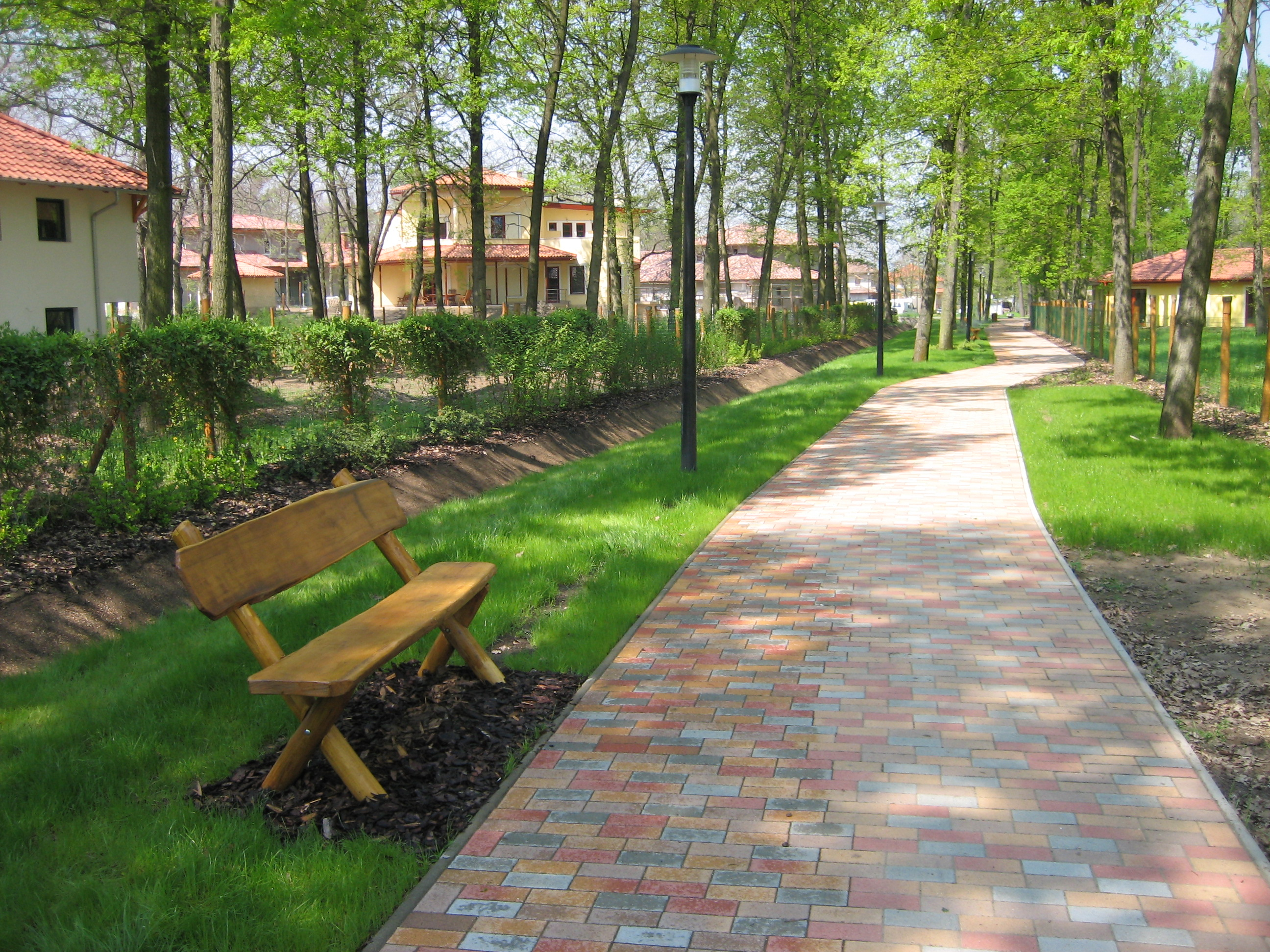
Fótliget
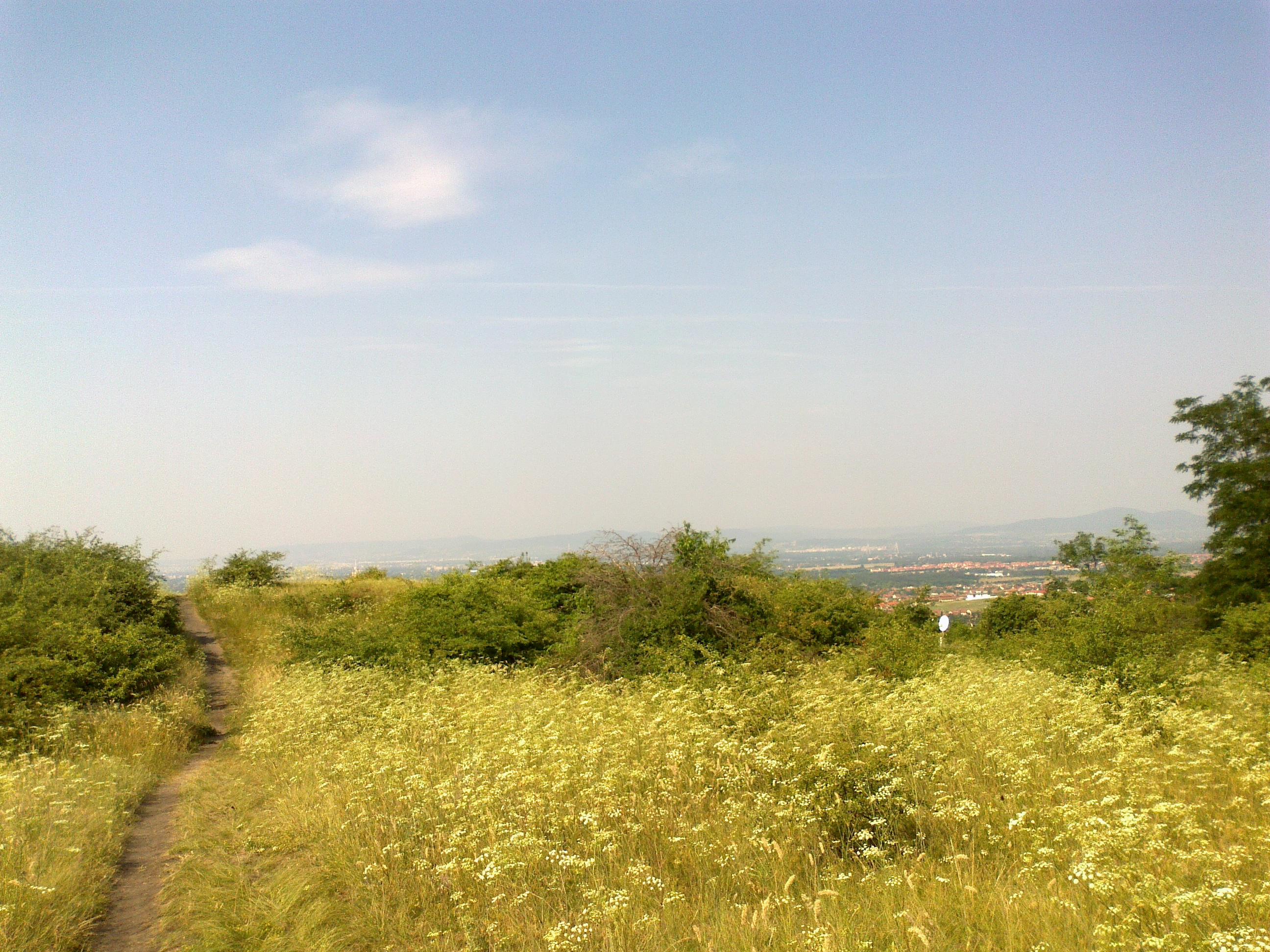
Somlyó
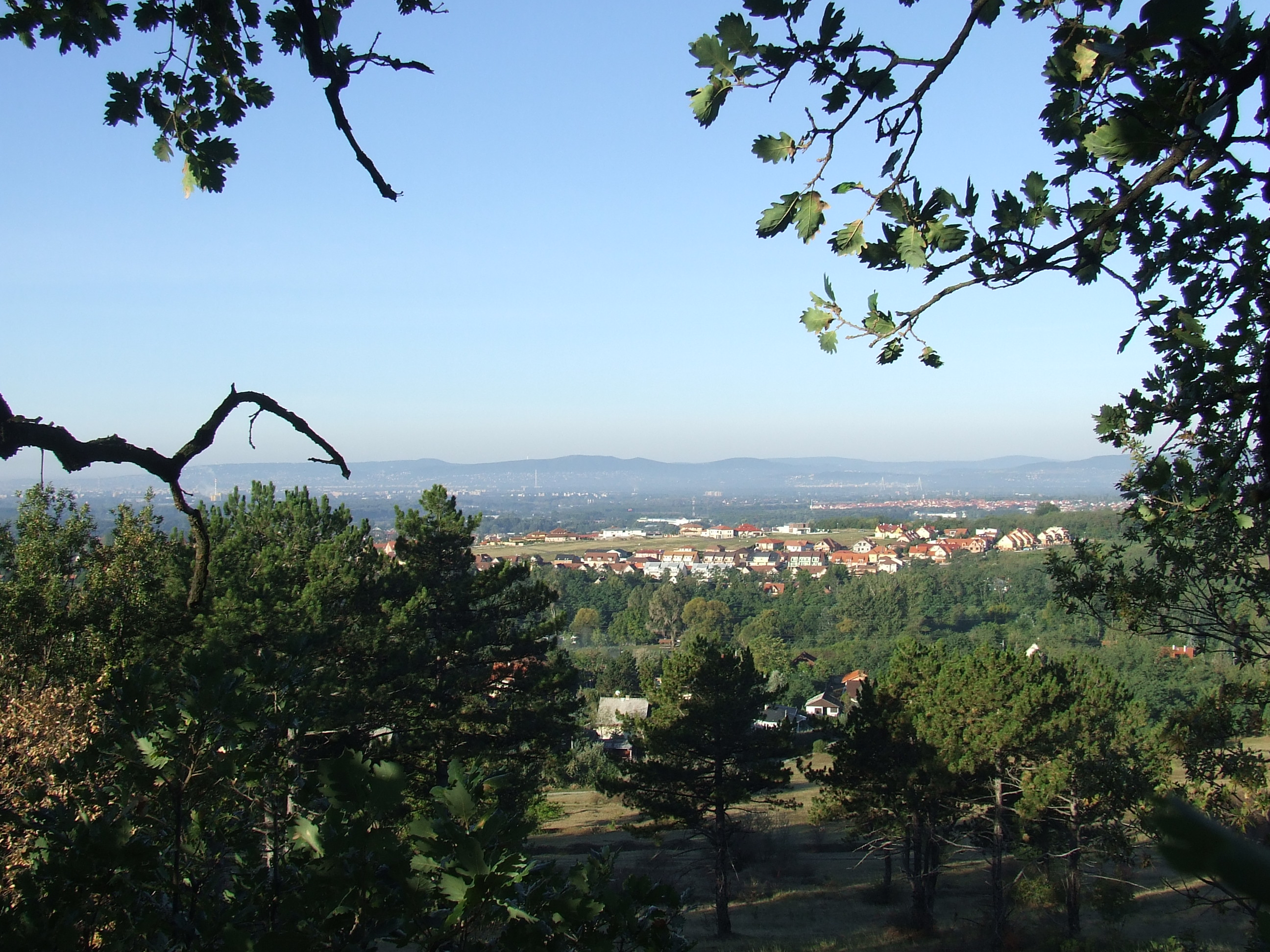
kilátás a fóti Rózsadomb felé
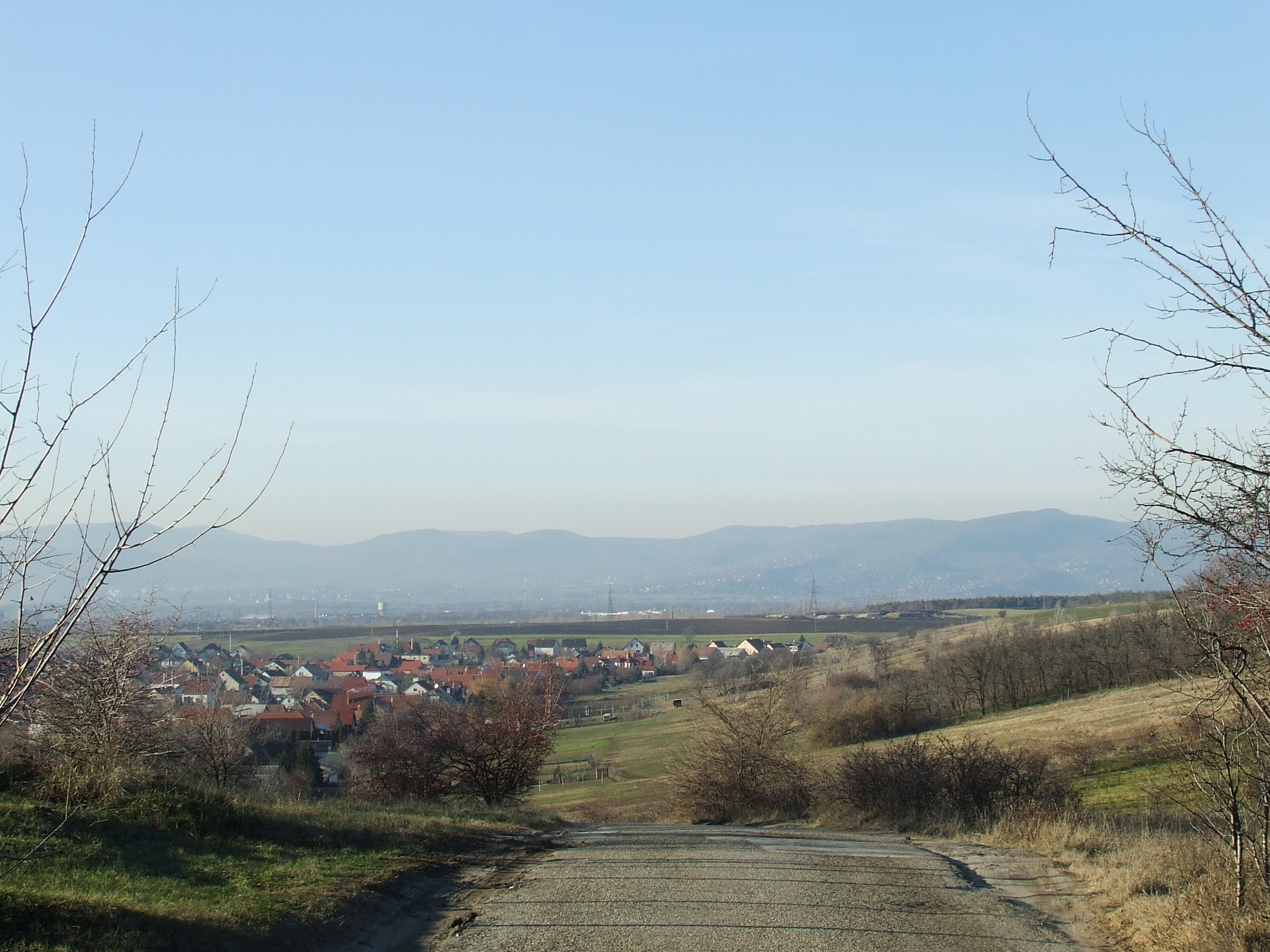
Kilátás Kisalag felé
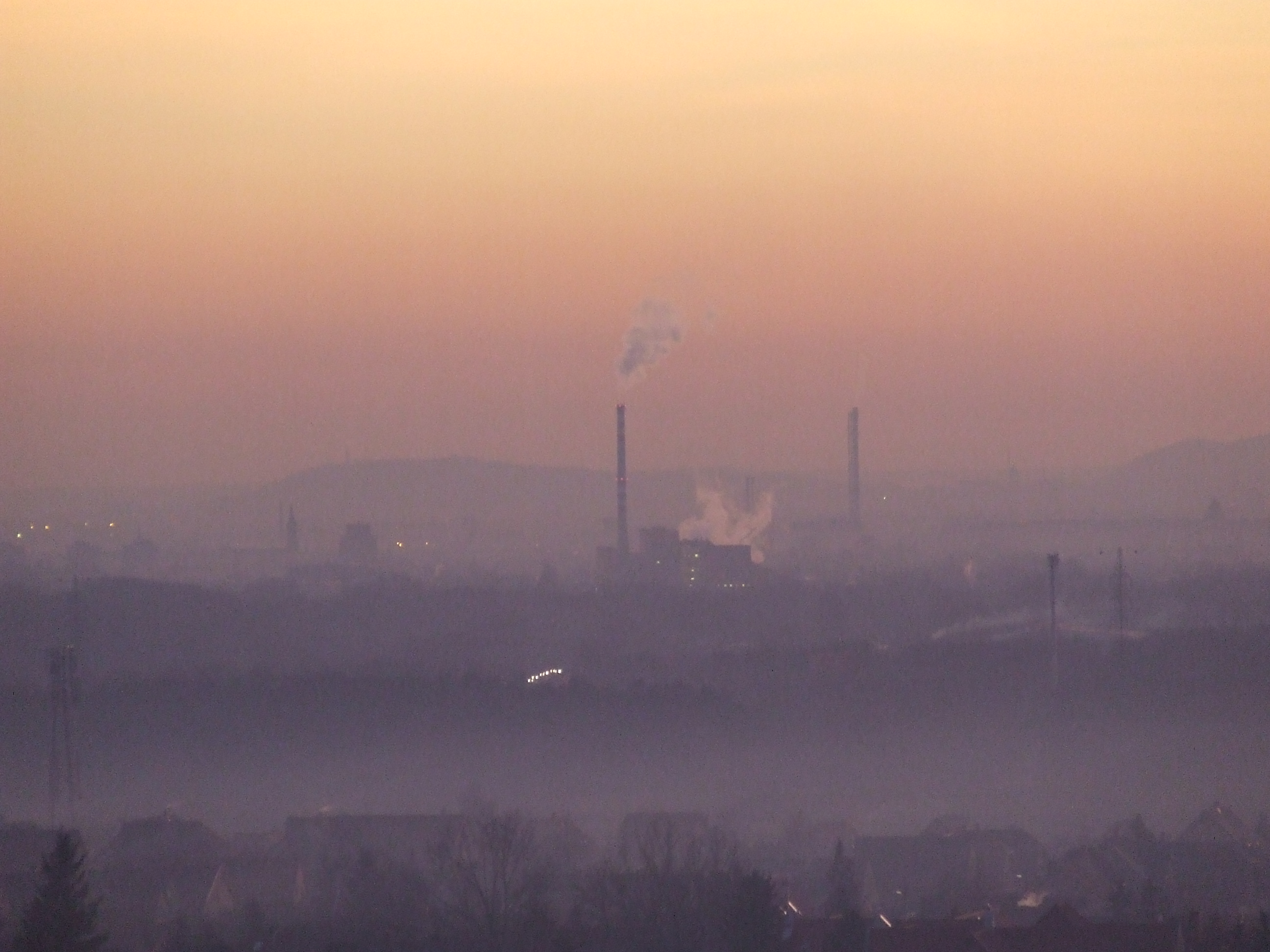
Kisalag, kilátás Budapest felé
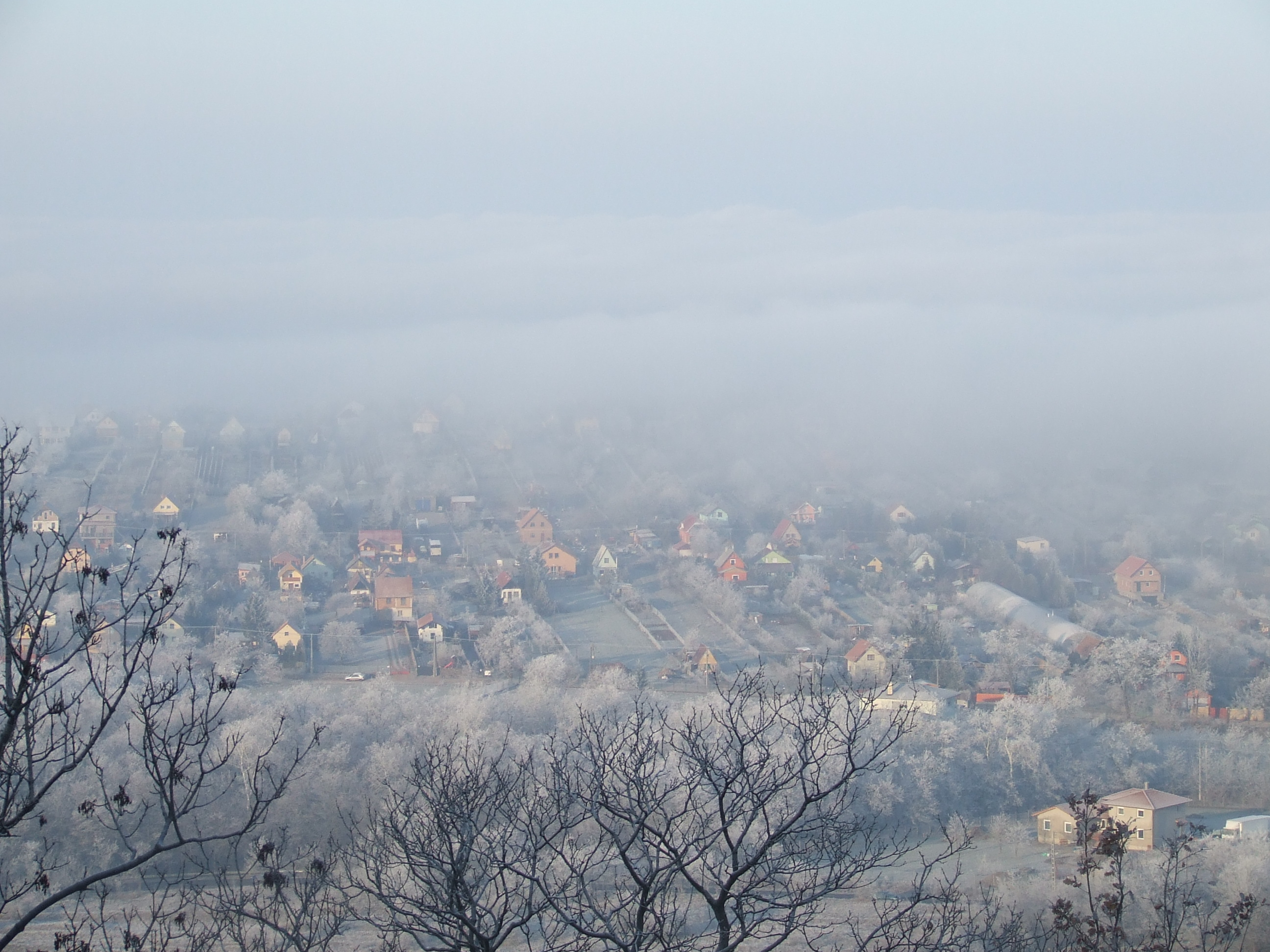
Kurjancs dűlő
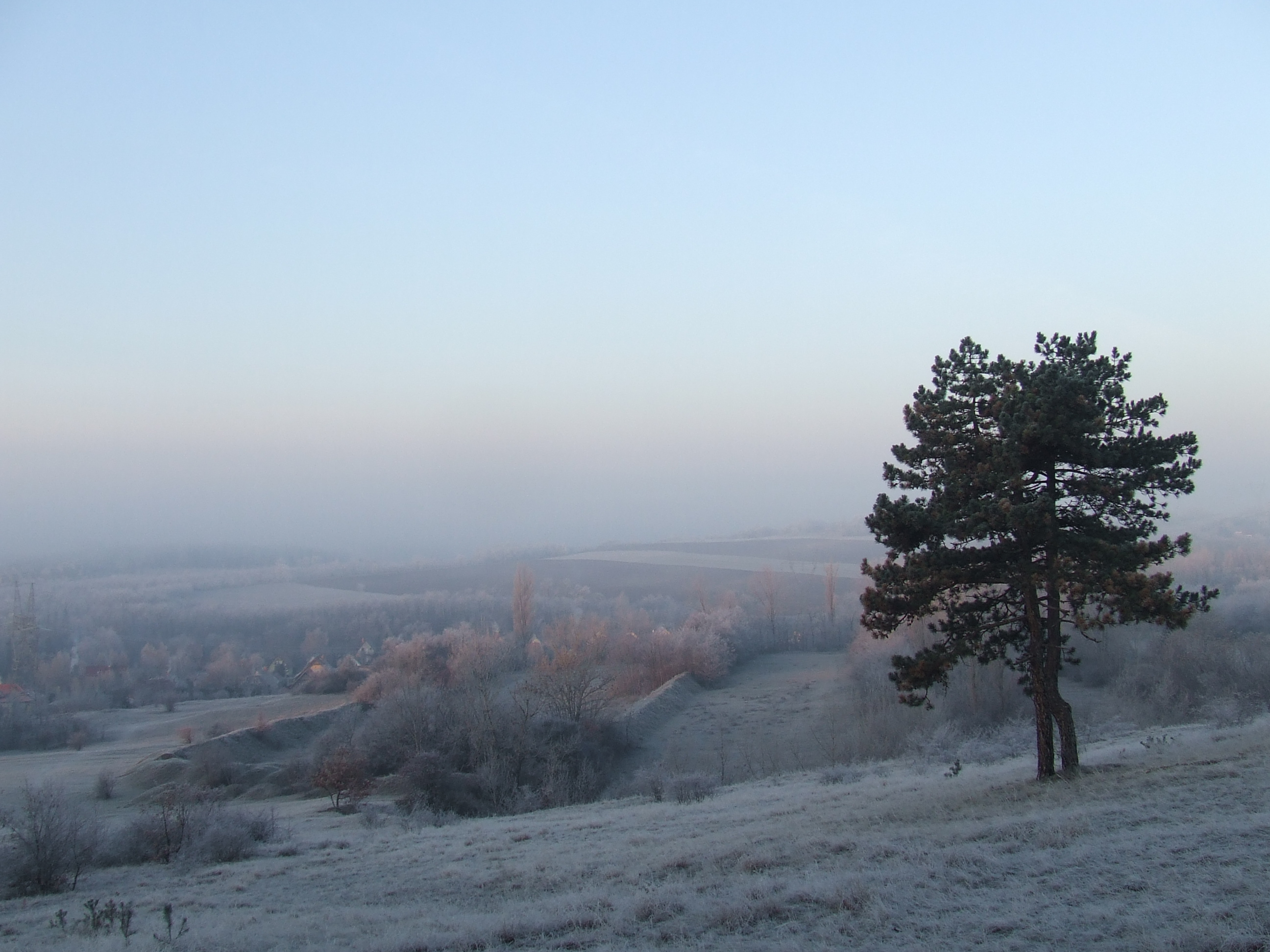
lőtér

### Régifót

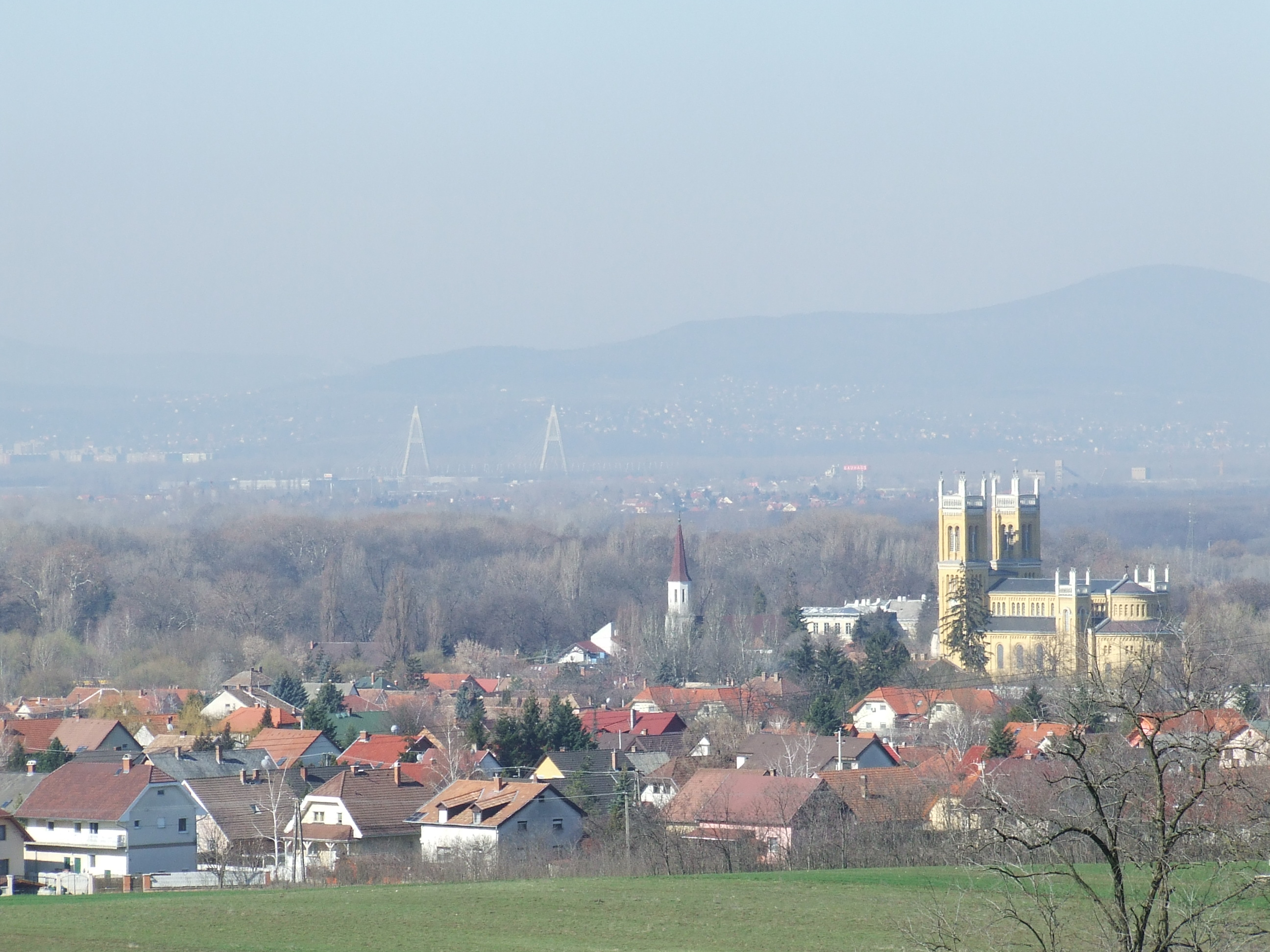
Fót, kilátás

Régifót képezi a város történelmi részét. A Dózsa György úttól keleti és déli irányban helyezkedik el. Ezen a területen régi és újonnan épült lakóházak egyaránt megtalálhatóak. Ebben a városrészben van a város történelmi központja a Kossuth Lajos utca, Vörösmarty Mihály utca és a Szabadság utca kereszteződésének környékén: a katolikus plébániatemplom, a református és az evangélikus templom, a Károlyi István Gyermekközpont, illetve az Önkormányzat. Fót történelmi központja leginkább kultúr- és vásárlási igényeket elégít ki, lakóházak kevésbé jellemzően fordulnak elő.
Fót legnagyobb nyaralótérsége is ehhez a városrészhez tartozik. Ez a terület a Somlyó és a Nagy-tó környékén helyezkedik el.

### Fótújfalu
Fótújfalu Kisalag és Régifót között helyezkedik el. Határai Nyugatra a Hargita (volt Ötvös Tibor) utca, Keletre pedig a Dózsa György út. Ebben a városrészben található Fót újgazdag negyede, amit sokan Fót Rózsadombjának neveznek. Ez a rész a Móricz Zsigmond úttól Északra található. A városrész központja a Szent Benedek park környékén helyezkedik el. Itt található a Posta, az autóbusz-forduló, orvosi rendelő, kisebb üzletek, a 2-es számú Óvoda, és az újonnan épült modern lakóházak. Innen könnyen megközelíthető a vasútállomás és az OMV benzinkút is.
Ebben a városrészben napjainkban építenek be egy új területet, ami a legkedvezőbb elhelyezkedést nyújtja majd Fóton. Könnyen megközelíthető lesz az autóbusz-forduló, a Nagy tó, a Somlyó és a lőtér, illetve a térség egyes pontjairól körpanoráma látható. Rá lehet látni Budapest északi részére, és a fóti nyaralókra.

### Kisalag
Helyi lakosok számára könnyen észrevehető, hogy ez a városrész korábban nem tartozott Fóthoz. Erre utal a neve is, bár Alagtól messzebb esik, mint Fóttól. Parcellázása előtt az Imreháza-uradalomhoz tartozott. Az ide települt kisemberek nagy része Újpestre, Rákospalotára bejáró munkás volt. Az ingázást az 1912-ben megnyitott villamosított helyiérdekű vonal tette lehetővé. A lakosság anyagi viszonyaira volt jellemző a sok háztáji kecske, aminek nyomán a fóti gazdák a Kecsketelep gúnynévvel illették. A városrész központja a Petőfi-szobor környékén helyezkedik el. Ezen városrészen kisebb üzletek, gyógyszertár, tüzéptelep, posta, rendelőintézet, általános iskola, futballpálya és buszmegálló található. Ezen kívül leginkább csak lakóházakból áll a térség. Több radiesztéziával foglalkozó személy állítja, hogy Fót Kisalag része az a hely ahol a legjobb lakni.[forrás?]
Egyik nevezetes szülötte volt Szőcs Béla cukrász, aki egy szakmai versenyre készített és díjat nyert termékét a fóti Somló(Somlyó)-dombról somlói galuskának nevezte el.

### Fótliget-lakópark
Fótliget-lakópark, Fót város egyéb belterülete egy korábbi munkásőrlaktanya helyén épült fel. A 2001-es népszámláláskor a városrész még teljesen néptelen volt. A Budapest környéki szuburbanizáció 2000-es években bekövetkező kirajzási hulláma során épült be a terület a gazdag kiköltözők számára kialakított lakóházakkal. A városon belüli autóhasználatra épülő amerikai szuburbán építkezési mintának megfelelően a módos lakók szegényebb polgároktól történő elkülönítését nem csak a más lakterületektől való távolság, de a terület köré felhúzott kerítés és a portaszolgálat is szolgálja.
A lakóparkon belül jellemzően családi házak, ikerházak, és az összeköltöző családtagok számára többgenerációs házak épülnek. A területen elsősorban építési telkeket lehet megvásárolni. A park recepció- és portaszolgálaton keresztül közelíthető meg, amely az év minden napján működik. A terület beépíthetőség szempontjából két fő egységre lesz felosztva: 1., a családi házas övezet 2., kereskedelmi-gazdasági övezet. A lakóparkon belül játszótérrel, kosárlabdapályával kialakított 1 hektáros park épült, amely a döntően Budapestről és az agglomeráció más községeiből átköltöző fiatalok számára biztosít családias közösségi teret.

### Sikátorpuszta
Fót legkisebb és legszegényebb része. Fótliget és Fót Déli Vállalkozási terület között helyezkedik el. Ez a térség jelenleg még csak csekély létszámú.

### Fót Déli Vállalkozási terület
Legismertebb pontja az Auchan (azelőtt Cora) és környéke. A városrész tulajdonképpen a külső körforgalom után ér véget, újabban a Magyar Posta egyik központi elosztója, illetve a Hello Parks raktárépületei vannak a területen. Az Auchannal átellenes oldalon logisztikai központ épült (East Gate Business Park).

## Népesség
A település népességének változása:
| Lakosok száma | 18 927 | 18 962 | 19 674 | 20 568 | 21 431 | 20 975 | 20 859 |
|               | 2013   | 2014   | 2018   | 2021   | 2022   | 2023   | 2024   |

A 2011-es népszámlálás során a lakosok 83,2%-a magyarnak, 1,3% cigánynak, 0,7% németnek, 0,5% románnak mondta magát (16,7% nem nyilatkozott; a kettős identitások miatt a végösszeg nagyobb lehet 100%-nál). A vallási megoszlás a következő volt: római katolikus 26,6%, református 13,4%, evangélikus 2,4%, görögkatolikus 0,9%, felekezeten kívüli 19,7% (34,1% nem nyilatkozott).
2022-ben a lakosság 87,5%-a vallotta magát magyarnak, 0,7% cigánynak, 0,6% németnek, 0,3% románnak, 0,1-0,1% görögnek, bolgárnak, ukránnak, szlováknak és lengyelnek, 5% egyéb, nem hazai nemzetiségűnek (12,2% nem nyilatkozott; a kettős identitások miatt a végösszeg nagyobb lehet 100%-nál). Vallásuk szerint 21% volt római katolikus, 11,6% református, 2,1% evangélikus, 1,2% görögkatolikus, 0,2% ortodox, 0,1% izraelita, 1,9% egyéb keresztény, 0,6% egyéb katolikus, 17,2% felekezeten kívüli (43,8% nem válaszolt).

## Oktatás

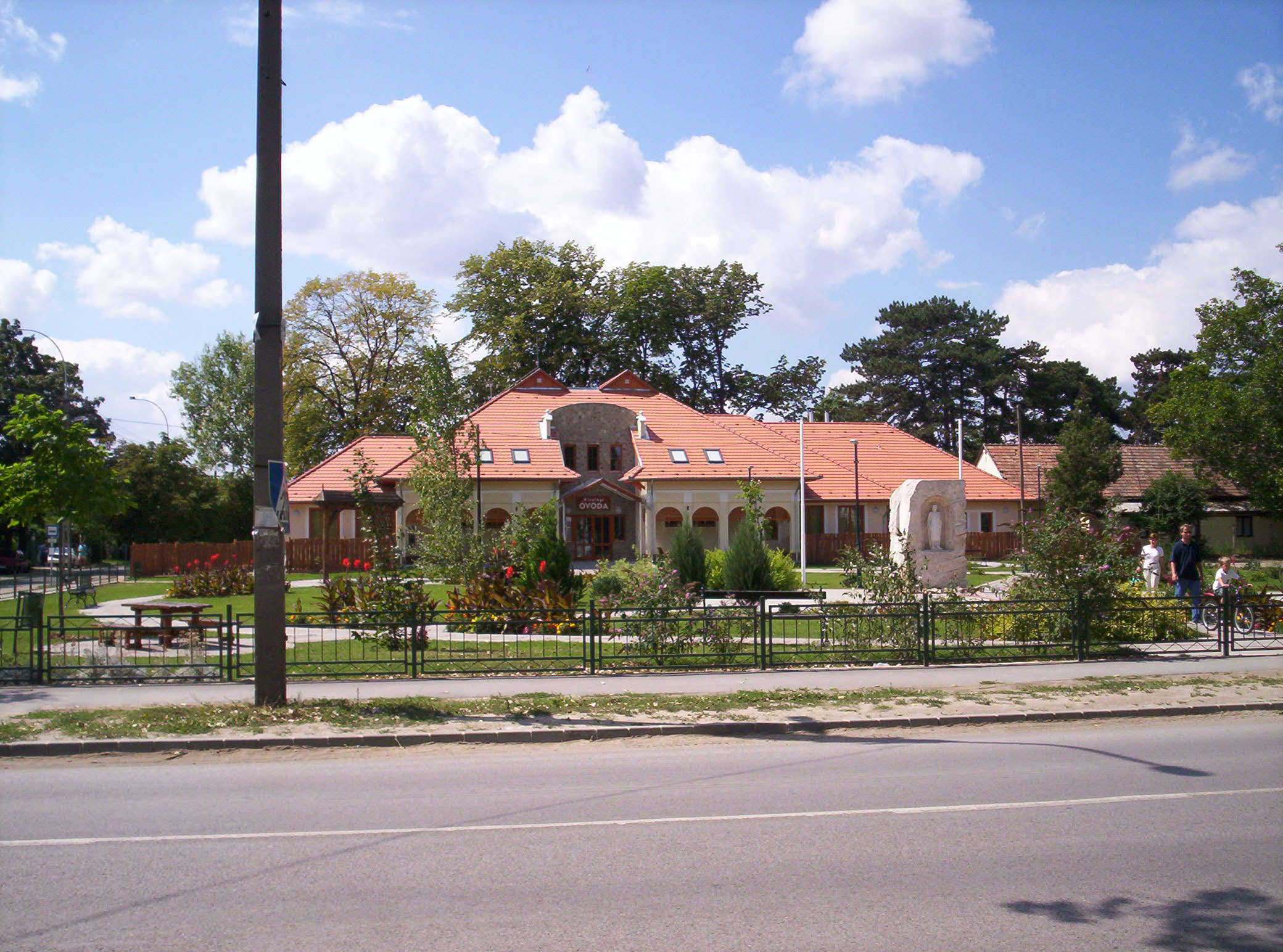
Óvoda a Felvonulási téren

### Fóti Fáy András Általános Iskola és Óvoda
Az 1. sz. Általános Iskola Fót nagyközség „öreg falu” részének nevezett központjában működik. Az intézményes oktatás hagyományai több mint 250 éves múltra nyúlnak vissza. A helytörténetei dokumentumok szerint (Mizser Kálmánné az iskola volt tanárának Adalékok a fóti 1. számú Általános Iskola történetéhez c. írása alapján) 1744-ben már anyakönyvet vezettek a tanulókról a református iskolában. Az evangélikus iskola alapítási éve 1748. A katolikus elemi iskola a plébánia megalakulásakor 1548-ban indult. Későbbi időponttól 1877-től tudunk a "fóthi uradalomhoz tartozó" sikátorpusztai iskoláról. Nagy Lajos krónikája szerint "1892. évben Fóton rendszeres tanítás folyt… 267 fő részesült oktatásban". 1948-ban Fót Községi nemzeti Bizottsága állást foglalt az iskolák államosítása mellett. Ekkor "hét tanteremben 500 tanuló tanult Fóton 16 nevelő vezetésével". A Fóti állami Iskolához tartozott az "Állami Népiskola – Sikátorpuszta" is. 1951-ben Fóthoz csatolták Kisalagot is. 1958-ban az "anyaiskolához tartozó" kis létszámú (csak alsó tagozattal működő) iskolának tüntetik fel Alagimajor iskoláját is. "Erről az évről megmaradt körözvények tanúsítják, hogy 993 tanuló 23 osztályban tanult" (váltott műszakban). 1959-től indult a gyógypedagógiai osztály. 1960-62. között az Arany János utcában felépült új épületben tanultak a felső tagozatos tanulók."

### Fóti Ökumenikus Általános Iskola és Gimnázium
Az 1991-ben alapított intézmény négy keresztény felekezet (baptista, evangélikus, katolikus és református) példás együttműködése révén jött létre. Két alsó tagozatból (Öregfalu és Kisalag), a felső tagozatból és a 2000-ben elindult a négyosztályos gimnáziumból áll. 2021-ben, egy fenntartóváltást követően a neve Szent Ágoston Keresztény Általános Iskola és Gimnázium lett.

### Garay János Általános Iskola
Az iskolát 1960-ban 2. számú Általános Iskola néven a Fót Nagyközségi Tanács VB alapította. Az indulás utáni első két évben csak felső tagozat működött. A tanulói létszám ekkor kb. 500 fő volt. Bővebben

### Németh Kálmán Általános Iskola
Kisalagon működik a százéves múlttal rendelkező általános iskola. Bővebbet az iskola honlapján: https://nksuli.edu.hu/

### Fóti Szabad Waldorf Óvoda, Általános Iskola, Alapfokú Művészeti Iskola és Gimnázium
Az iskola 1996-ban alakult. Jelenleg a Károlyi-kastély hatalmas ősfás parkjában, a Gyermekváros területén bérli épületeit, melyben 450 gyermek tanul tizenöt osztályban és  két óvodai csoportban. Bővebben

## Nevezetességei

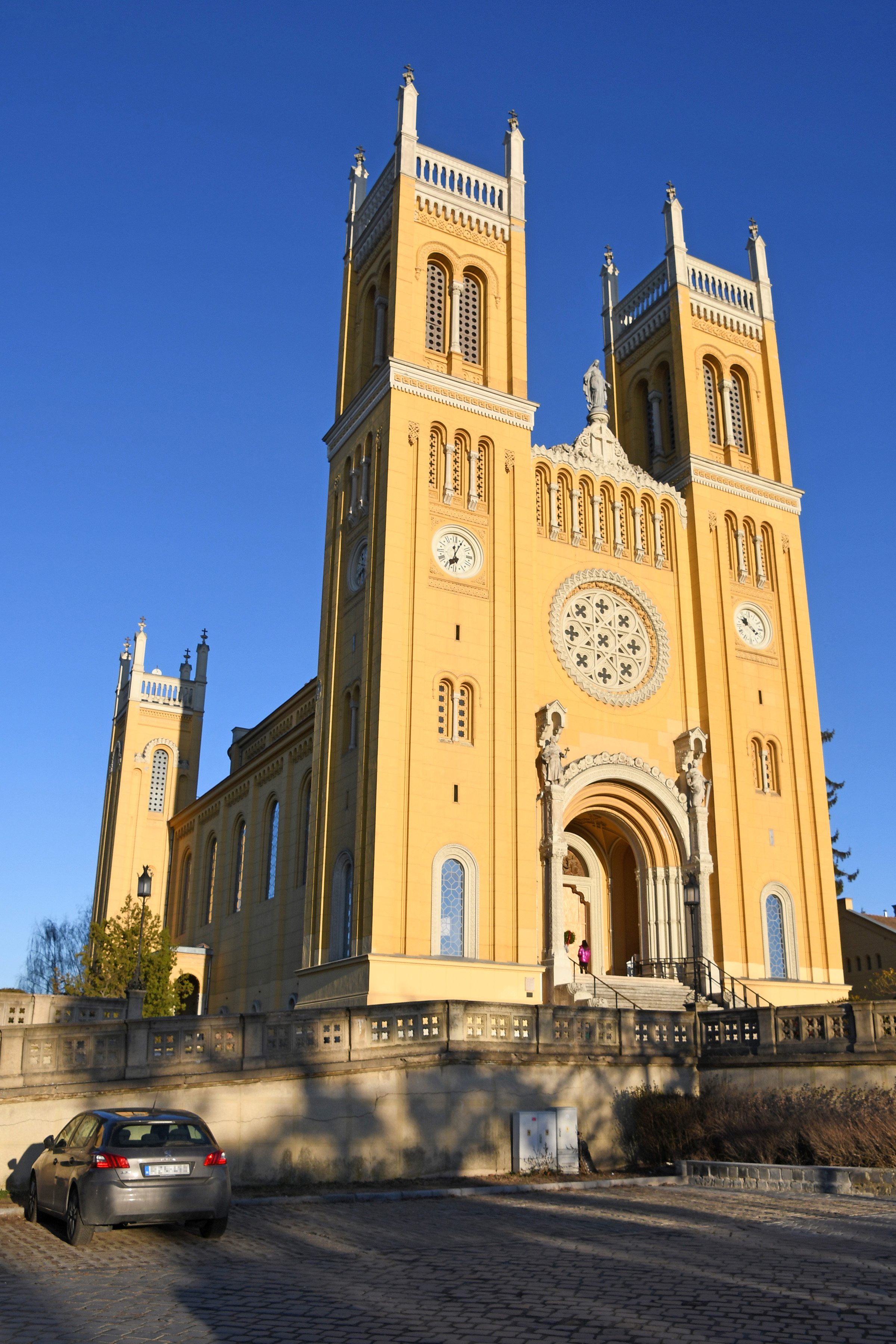
A római katolikus templom

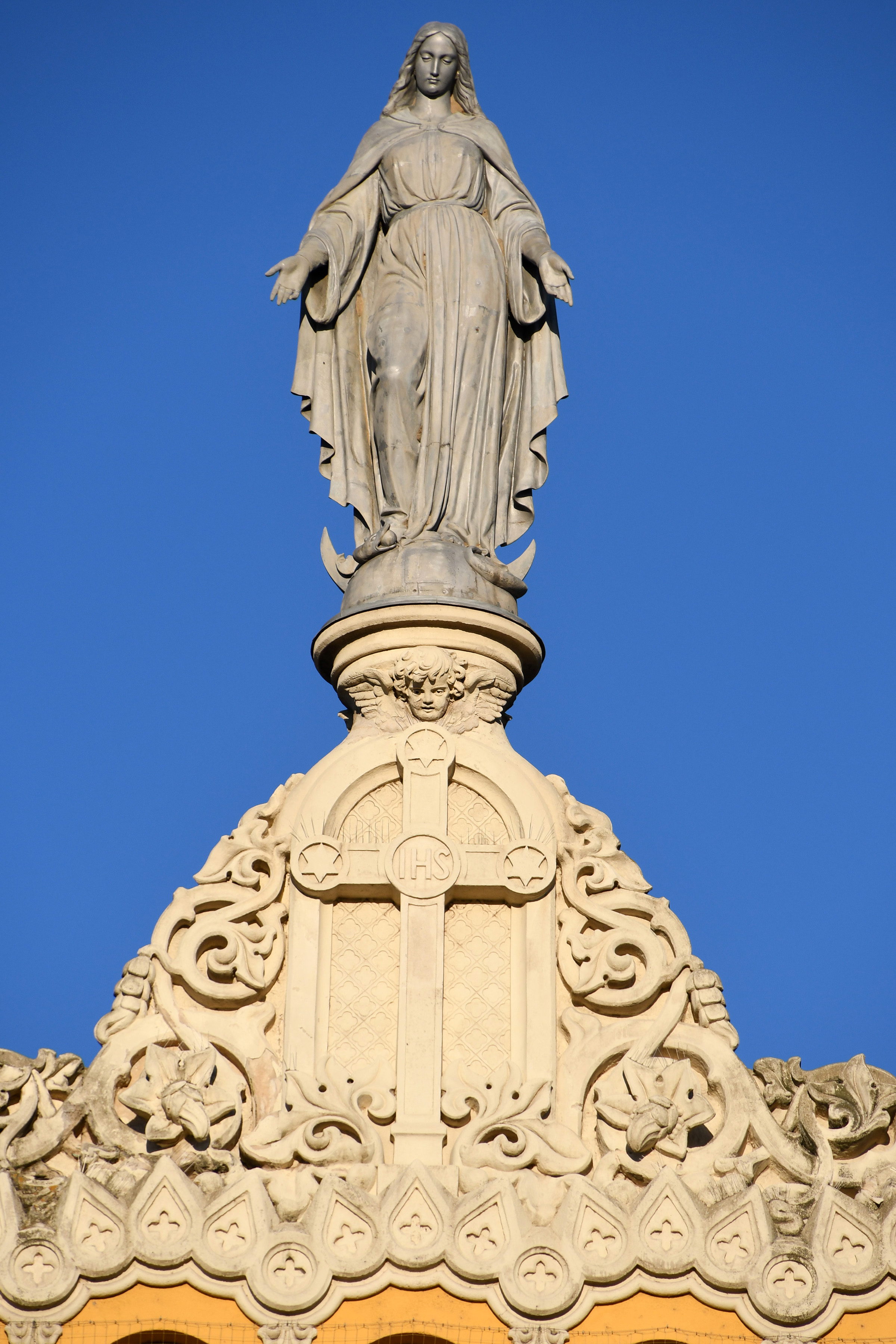
Szűz Mária-szobor a templom oromzatán

### Szeplőtelen fogantatás katolikus templom
Fót egyik legismertebb nevezetessége. Ybl Miklós tervei lapján, romantikus stílusban épült 1845 és 1855 között. A budapesti Vigadó mellett a magyar romantikus építészet legjelentősebb alkotása.

### Károlyi-kastély

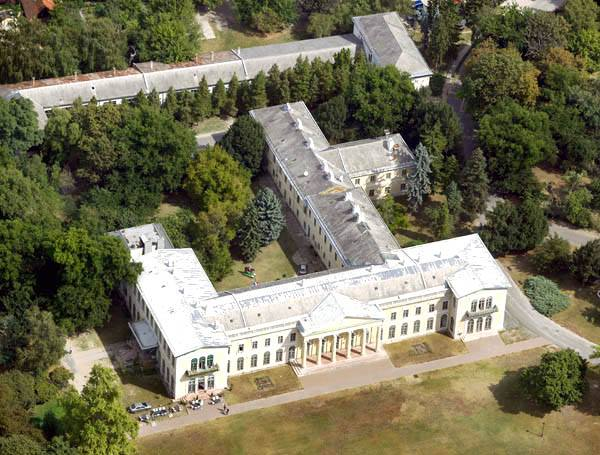
Károlyi-kastély, légi fotó

A Károlyi-kastély elődje földszintes, kastélyformájú 18. századi épület volt, amire a 19. század elején egy emeletet építettek. Ekkoriban készült a kastély házikápolnája is. Kisebb átalakítást végeztek 1830 körül is. A legnagyobb átalakítás Ybl Miklós tervei alapján az 1840-es években történt, a kastély korábbi klasszicista jellegét a kor ízlésének megfelelően romantikus stílusúvá változtatva.
Az épület jelenleg (2017 elején) a Fóti Gyermekvárosnak (Károlyi István Gyermekközpont) ad otthont. A tervek szerint  a gyermekotthont megszüntetik, az ott levő gyermekeket az ország különböző részeiben helyezik el. Erről az ott lakók a sajtóból értesülhettek csak, mert a kormány semmilyen felvilágosítást nem volt hajlandó adni az üggyel kapcsolatban. A jelenleg ott tartózkodó menekült és menedékkérő gyermekeket pedig, a magyar menekültpolitika – amely minden az országhatárt illegálisan átlépőt, köztük a gyermekkorúakat is bűnözőnek tekint – szemléletmódjának megfelelően az aszódi javítóintézetben fogják elhelyezni. Az ügyről a kormány 2018 februárjában sem volt hajlandó felvilágosítást adni. A kastély pedig – eddig még nem cáfolt hírek szerint – Mészáros Lőrinc tulajdonába kerül.

### Fáy-présház
A Fáy-présház a történelemben is jelentős szerepet töltött be. Vörösmarty Mihály, Kossuth Lajos és Deák Ferenc gyakran ellátogatott ide. Ma étterem működik benne.

### Vörösmarty-kunyhó
A kunyhó reformkori emlékhely, 1837-ben építtette Fáy András és vendégköre. A legenda szerint Vörösmarty Mihály itt írta meg 1842-ben híres, hazafias érzelmű versét, a Fóti dalt.

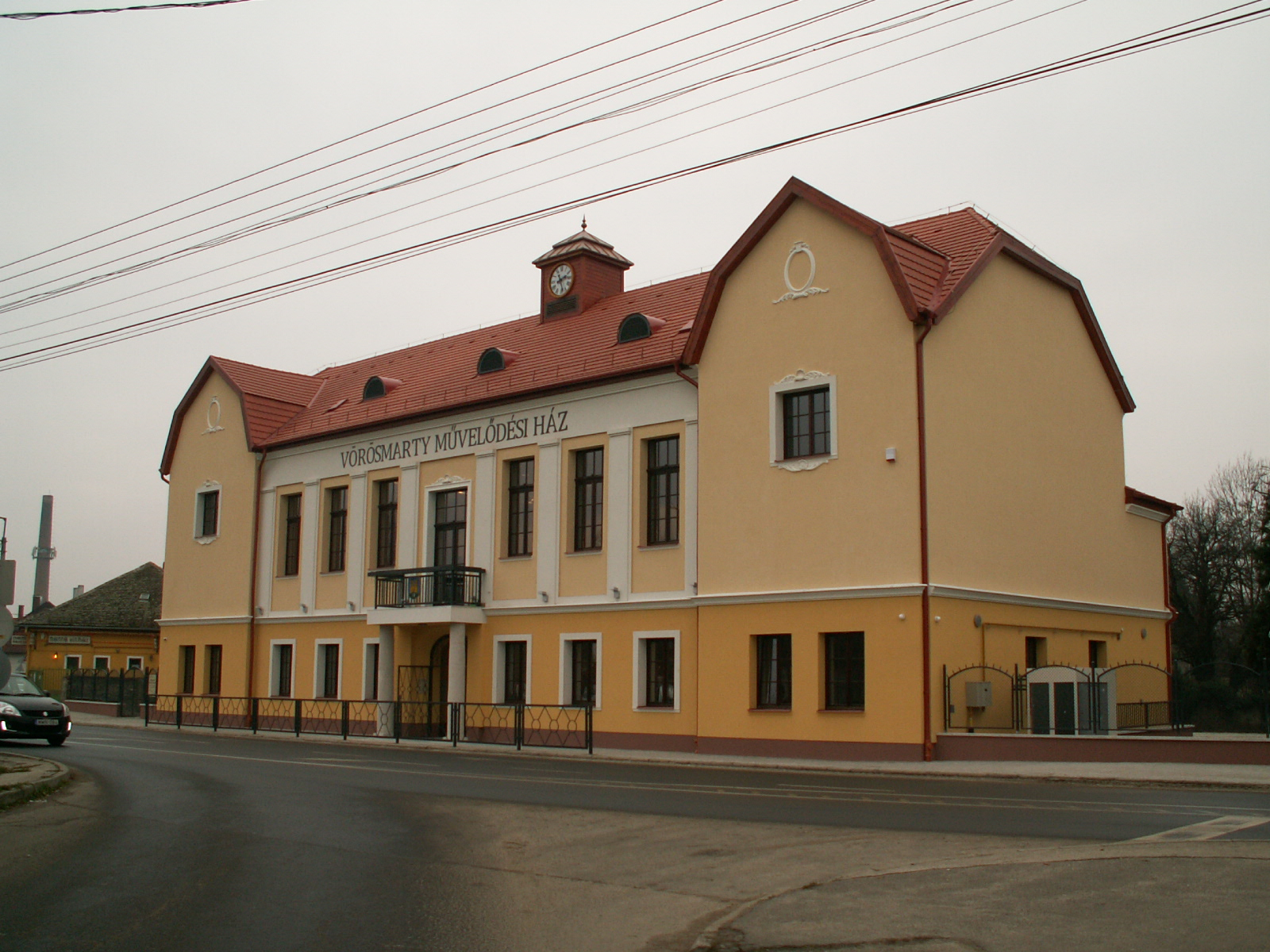
A felújított Vörösmarty Művelődési Ház (2014)

### Fóti Közművelődési és Közgyűjteményi Központ (Vörösmarty Művelődési Ház)
A fóti lakosok összefogásával 1932-ben épült a Károlyi István által adományozott telken. A 200 fő befogadására alkalmas nagytermen kívül 5 helyiség áll csoportok rendelkezésére. A Bársony terem különböző képzőművészeti kiállításoknak ad otthont.
A Művelődési Ház felújítása 2014-ben valósult meg. A felújított épület átadására 2014 decemberében került sor.

### Németh Kálmán Emlékház
Németh Kálmán (1903-1979) szobrászművész, restaurátor kisalagi házát élő múzeummá varázsolta, faliképekkel, szobrokkal díszítette szobáit, egy légtérben élt az alkotásokkal. Tudatosan tartotta egyben munkáit, pénzért nem adott el, de képzőművész barátokkal szívesen cserélt műtárgyakat, így otthonát sok festmény és grafika is díszíti. A maga faragta ülőbútor, asztal, szekrény, ajtó is része az állandó kiállításnak. Házát, kertjét és a képzőművészeti alkotásokat 1978-ban Fót Nagyközség Tanácsára hagyta azzal a feltétellel, hogy azt megőrzik és múzeumként üzemeltetik.

### Nagy-tó

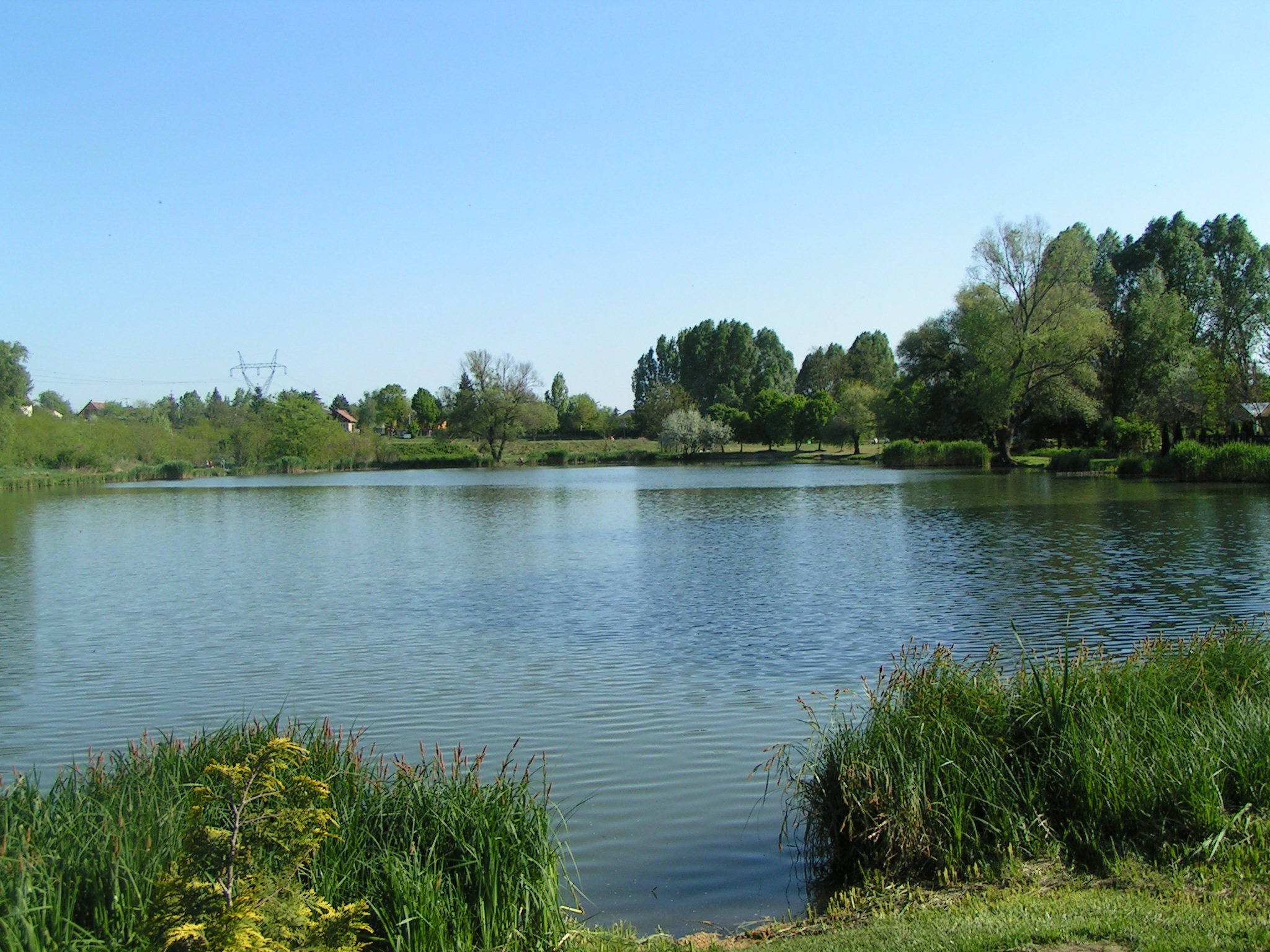
A Fóti-tó

Legtöbben inkább Fóti-tónak nevezik. A szocializmus idején úttörőtábor működött a környékén. Régen még medencék is üzemeltek a környékén. Fóton jelenleg ez az egy tó nyújt lehetőséget horgászásra. A környékén vendéglő és vasútállomás található. Jelenleg a környék sajnos nagyon elhanyagolt, nagy mennyiségű szemét gyülemlett fel és az akácfákat is kivágták. Végeztek fejlesztéseket, például a tó körüli sétálóutat térkővel burkolták le, a tó mögötti erdős területre pedig biciklipályát építettek.

### Somlyó-hegy

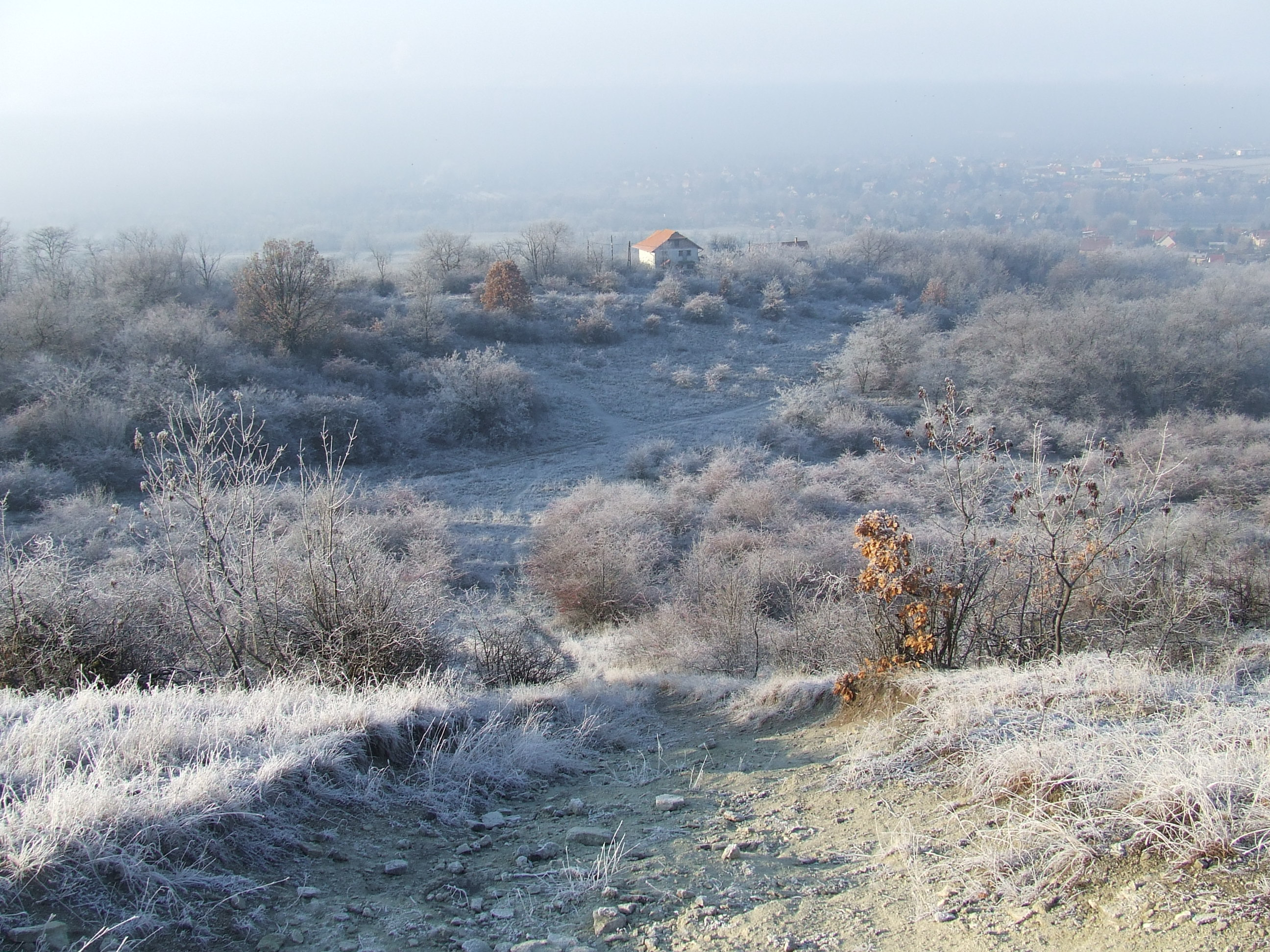
Kilátás a Somlyó-hegy felől

A Somlyó-hegy neve a hagyománynak köszönhetően maradt fenn, ugyanis magasságát tekintve nem hegy. Már 1952-ben védetté nyilvánították az ott élő csaknem 1500 lepkefaj miatt. Ezek közül a legismertebb a fóti boglárka.
Bár ez a "hegy" természetvédelmi terület, mégis motorral, kvaddal embertársaink büntetlenül rombolhatják a természetet. Az itt található védett, illatos vadszegfű, árvalányhaj is hamar el fog tűnni, ha nem tesz semmit sürgősen a város ezügyben.

### Csörsz árka
A településtől délre halad el a szarmaták által 324 és 337 között épített, a Dunát a Tiszával összekötő Csörsz-árok nyomvonala.
Az 1990-es évek elején enyhébb teleken rendszeresen látogatták barnamedvék a Somlyó-hegy területét.

## Fejlesztések
A legfontosabb fejlesztési terület a történelmi városközpont rendezése, amely már nagyon időszerű. Emellett Fótnak szüksége lenne elkerülő utakra is a Csomád és Mogyoród felől Budapest irányába tartó átmenő forgalom eltereléséhez.

## Híres emberek
- Itt született 1899. április 1-jén Cselényi József, a két világháború közötti időszak legendás magyarnóta-énekese, a Nemzeti Színház tagja.
- Fóton élt Garay János költő.
- A város fölött, a Somlyó-hegy oldalában van Fáy András egykori présháza, ahol számos kortárs író volt vendég hajdan. Itt írta és szavalta el Vörösmarty a Fóti dalt 1842-ben, a szellemi élet kiválóságaiból álló baráti társaságának.
- A Fóti gyermekvárosban nevelkedtek: Röhrig Géza színész, Lévai Sándor színész.
- Itt él Stohl András színész, műsorvezető, Erdei Zsolt ökölvívó világbajnok, Madaras Ádám világ- és Európa-bajnok öttusázó, Seszták Szabolcs színész.
- A város lakója volt sokáig Agárdy Gábor színművész, a Nemzet Színésze
- Juhász Jácint színész is itt élt, valamint Koncz Gábornak lovardája volt itt.
- Itt lakott Növényi Norbert olimpiai bajnok magyar birkózó, színész.[29]

## Testvérvárosok
- Balavásár, Románia[30]
- San Benedetto dei Marsi, Olaszország[30]
- Bátyú, Ukrajna[30]